# Peter Zauner (Badminton)
Peter Zauner (* 30. Mai 1983) ist ein österreichischer Badmintonspieler. 

## Leben und Sportliche Karriere
Peter Zauner wuchs in Diersbach auf. Bei den nationalen Juniorenmeisterschaften 2001 gewann er seinen ersten Titel. Fünf weitere Juniorentitel folgten 2003 bis 2005. 2005 siegte er auch erstmals bei den Erwachsenen und gewann die Hungarian International sowie die Slovak International. 2006 siegte er bei den Austrian International, 2009 bei den Slovenian International und 2010 bei den Romanian International. 2014 beendete Zauner seine internationale Karriere. Seit 2018 ist er Sportkoordinator des Oberösterreichischen Badmintonverbandes.

## Sportliche Erfolge
| Saison | Veranstaltung                                  | Disziplin    | Platz | Name                               |
| ------ | ---------------------------------------------- | ------------ | ----- | ---------------------------------- |
| 2001   | Österreich: Einzelmeisterschaften der Junioren | Herrendoppel | 1     | Michael Lahnsteiner / Peter Zauner |
| 2003   | Österreich: Einzelmeisterschaften der Junioren | Herreneinzel | 1     | Peter Zauner                       |
| 2004   | Österreich: Einzelmeisterschaften der Junioren | Mixed        | 1     | Peter Zauner / Miriam Gruber       |
| 2004   | Österreich: Einzelmeisterschaften der Junioren | Herrendoppel | 1     | Michael Trojan / Peter Zauner      |
| 2004   | Österreich: Einzelmeisterschaften der Junioren | Herreneinzel | 1     | Peter Zauner                       |
| 2005   | Hungarian International                        | Herrendoppel | 1     | Jürgen Koch / Peter Zauner         |
| 2005   | Österreich: Einzelmeisterschaften              | Herrendoppel | 1     | Harald Koch / Peter Zauner         |
| 2005   | Slovak International                           | Herrendoppel | 1     | Jürgen Koch / Peter Zauner         |
| 2005   | Österreich: Einzelmeisterschaften der Junioren | Herreneinzel | 1     | Peter Zauner                       |
| 2006   | Austrian International                         | Herrendoppel | 1     | Jürgen Koch / Peter Zauner         |
| 2006   | Österreich: Einzelmeisterschaften              | Herreneinzel | 1     | Peter Zauner                       |
| 2006   | Österreich: Einzelmeisterschaften              | Herrendoppel | 1     | Harald Koch / Peter Zauner         |
| 2007   | Europäische Hochschulmeisterschaft             | Herrendoppel | 3     | Roman Zirnwald / Peter Zauner      |
| 2008   | Slovenian International                        | Herrendoppel | 1     | Michael Lahnsteiner / Peter Zauner |
| 2009   | Österreich: Einzelmeisterschaften              | Herreneinzel | 1     | Peter Zauner                       |
| 2009   | Slovenian International                        | Mixed        | 1     | Peter Zauner / Simone Prutsch      |
| 2009   | Slovenian International                        | Herrendoppel | 1     | Jürgen Koch / Peter Zauner         |
| 2010   | Romanian International                         | Herrendoppel | 1     | Jürgen Koch / Peter Zauner         |
| 2010   | Österreich: Einzelmeisterschaften              | Herrendoppel | 1     | Jürgen Koch / Peter Zauner         |
| 2011   | Österreich: Einzelmeisterschaften              | Herrendoppel | 1     | Jürgen Koch / Peter Zauner         |
| 2012   | Österreich: Einzelmeisterschaften              | Herrendoppel | 1     | Jürgen Koch / Peter Zauner         |
| 2014   | Österreich: Einzelmeisterschaften              | Herrendoppel | 1     | Jürgen Koch / Peter Zauner         |
| 2015   | Österreich: Einzelmeisterschaften              | Herrendoppel | 1     | Jürgen Koch / Peter Zauner         |
| 2016   | Österreich: Einzelmeisterschaften              | Herrendoppel | 1     | Jürgen Koch / Peter Zauner         |
| 2017   | Österreich: Einzelmeisterschaften              | Herrendoppel | 1     | Jürgen Koch / Peter Zauner         |